# Anna Marešová
Anna Marešová (* 4. ledna 1943) byla česká a československá politička Československé strany lidové a poslankyně Sněmovny národů Federálního shromáždění za normalizace.

## Biografie
K roku 1986 se profesně uvádí jako vedoucí tajemnice Krajského výboru ČSL pro Západočeský kraj. Ve volbách roku 1986 zasedla do české části Sněmovny národů (volební obvod č. 23 - Plzeň, Západočeský kraj). Ve Federálním shromáždění setrvala do ledna 1990, kdy rezignovala v rámci procesu kooptací do Federálního shromáždění po sametové revoluci.